# Championnat du Maroc de football 1978-1979
Navigation
Édition précédente Édition suivante
La saison 1978-1979 du championnat du Maroc de football voit le Maghreb de Fès être sacré champion pour la deuxième fois de son histoire.

## Classement
| Rang | Équipe                       | Pts | J  | G  | N  | P  | Bp | Bc | Diff |
| ---- | ---------------------------- | --- | -- | -- | -- | -- | -- | -- | ---- |
| 1    | Maghreb de Fès V             | 54  | 30 | 15 | 9  | 6  | 33 | 19 | +14  |
| 2    | KAC de Kénitra               | 53  | 30 | 14 | 11 | 5  | 37 | 22 | +15  |
| 3    | Wydad AC T CdT               | 51  | 30 | 14 | 9  | 7  | 33 | 26 | +7   |
| 4    | Mouloudia Club d'Oujda       | 46  | 30 | 12 | 10 | 8  | 41 | 37 | +4   |
| 5    | Association sportive de Salé | 46  | 30 | 12 | 10 | 8  | 24 | 20 | +4   |
| 6    | Difaâ d'El Jadida            | 45  | 30 | 11 | 12 | 7  | 23 | 22 | +1   |
| 7    | FUS de Rabat                 | 43  | 30 | 11 | 10 | 9  | 19 | 21 | -2   |
| 8    | Raja de Beni Mellal          | 41  | 30 | 9  | 14 | 7  | 32 | 40 | -8   |
| 9    | FAR de Rabat                 | 39  | 30 | 9  | 12 | 9  | 30 | 27 | +3   |
| 10   | CODM de Meknès               | 39  | 30 | 10 | 9  | 11 | 29 | 26 | +3   |
| 11   | Raja Club Athletic           | 39  | 30 | 9  | 12 | 9  | 30 | 28 | +2   |
| 12   | Chabab Mohammédia            | 38  | 30 | 10 | 8  | 12 | 39 | 34 | +5   |
| 13   | Union de Sidi Kacem P        | 37  | 30 | 10 | 7  | 13 | 31 | 34 | -3   |
| 14   | Kawkab de Marrakech P        | 36  | 30 | 9  | 9  | 12 | 20 | 29 | -9   |
| 15   | Étoile de Casablanca ↓       | 34  | 30 | 6  | 16 | 8  | 22 | 28 | -6   |
| 16   | Renaissance de Settat ↓      | 17  | 30 | 3  | 8  | 19 | 16 | 46 | -30  |

- Champion & qualification Coupe Mohammed V 1980
- Vice-champion
- Relégué en Championnat du Maroc de football D2

- Abréviations

T : Tenant du titre

V : Vice-champion 1977-1978

CdT : Vainqueur de la Coupe du Trône de football 1978-1979

P : Promus de Championnat du Maroc de football D2 1977-1978
- Le Moghreb de Tétouan et l'Union de Mohammédia sont promus en première division à l'issue de la saison.

## Bilan de la saison
| Championnat du Maroc de football 1978-1979                        |                           |
| Champion                                                          | Maghreb de Fès (2e titre) |
| Coupes et trophées                                                |                           |
| Vainqueur de la Coupe du Trône 1979                               | Wydad AC                  |
| Vainqueur de la Supercoupe du Maroc 1979                          | Wydad AC                  |
| Qualifications continentales                                      |                           |
| Coupe Mohammed V                                                  | Maghreb de Fès            |
| Promotions et relégations                                         |                           |
| Promus en Championnat du Maroc de football                        | Union de Mohammédia       |
| Promus en Championnat du Maroc de football                        | Moghreb de Tétouan        |
| Relégués en Championnat du Maroc de football de deuxième division | Renaissance de Settat     |
| Relégués en Championnat du Maroc de football de deuxième division | Étoile de Casablanca      |